# ممر أكشايوك
ممر أكشايوك الذي كان يُعرف سابقًا باسم ممر بانجنيرتونغ هو ممر جبلي يقع في جبال بافين في نونافوت بكندا. ويقع داخل حديقة أويويتوك الوطنية. يقع جبل مونت ثور إلى الجنوب الغربي على بُعد حوالي 17 كم، وبانغنيرتونغ على بُعد حوالي 64 كم، وقيقيتارجواق على بُعد حوالي 109 كم إلى الشمال الشرقي.

## الجغرافيا
يقع ممر أكشايوك في شبه جزيرة كمبرلاند في جزيرة بافين. وهو ممر جبلي يبلغ طوله 97 كم عبر وادي مذهل في جنوب جبال بافين. ويعد بحيرة القمة هو أعلى نقطة في الممر. يعتبر ممر أكشايوك مجرى نهر قديم تآكل حتى وصل إلى الحجم والشكل الحالي، ويُعتبر مسارًا للسفر والصرف للأنهار التي تصب في الوديان المجاورة للأنهار.
|  |  |  |